# Вельштайн
Вельштайн (нім. Wöllstein) — громада в Німеччині, розташована в землі Рейнланд-Пфальц. Входить до складу району Альцай-Вормс. Центр об'єднання громад Вельштайн.
Площа — 12,00 км2. Населення становить 4550 ос. (станом на 31 грудня 2020).

## Галерея

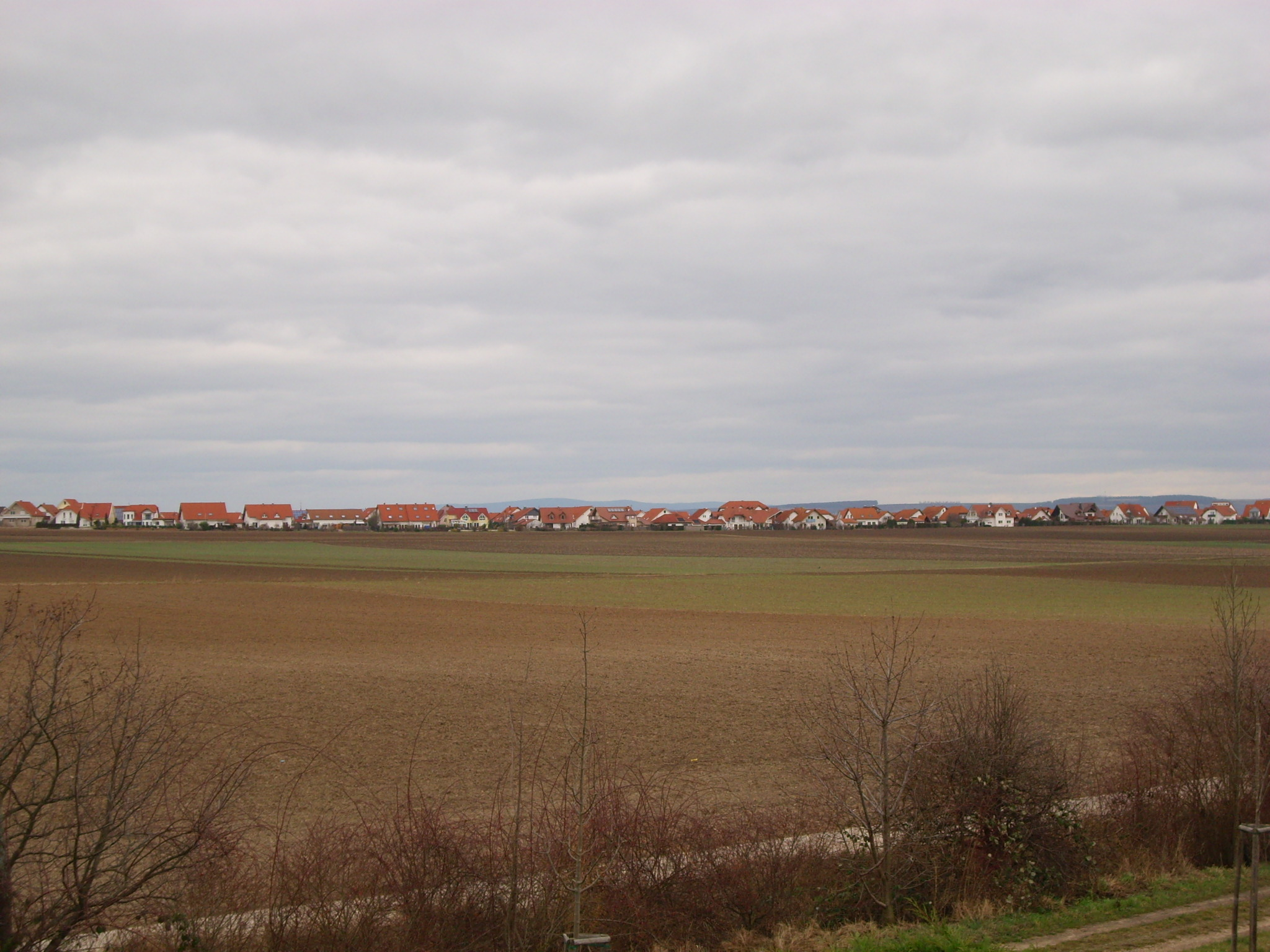
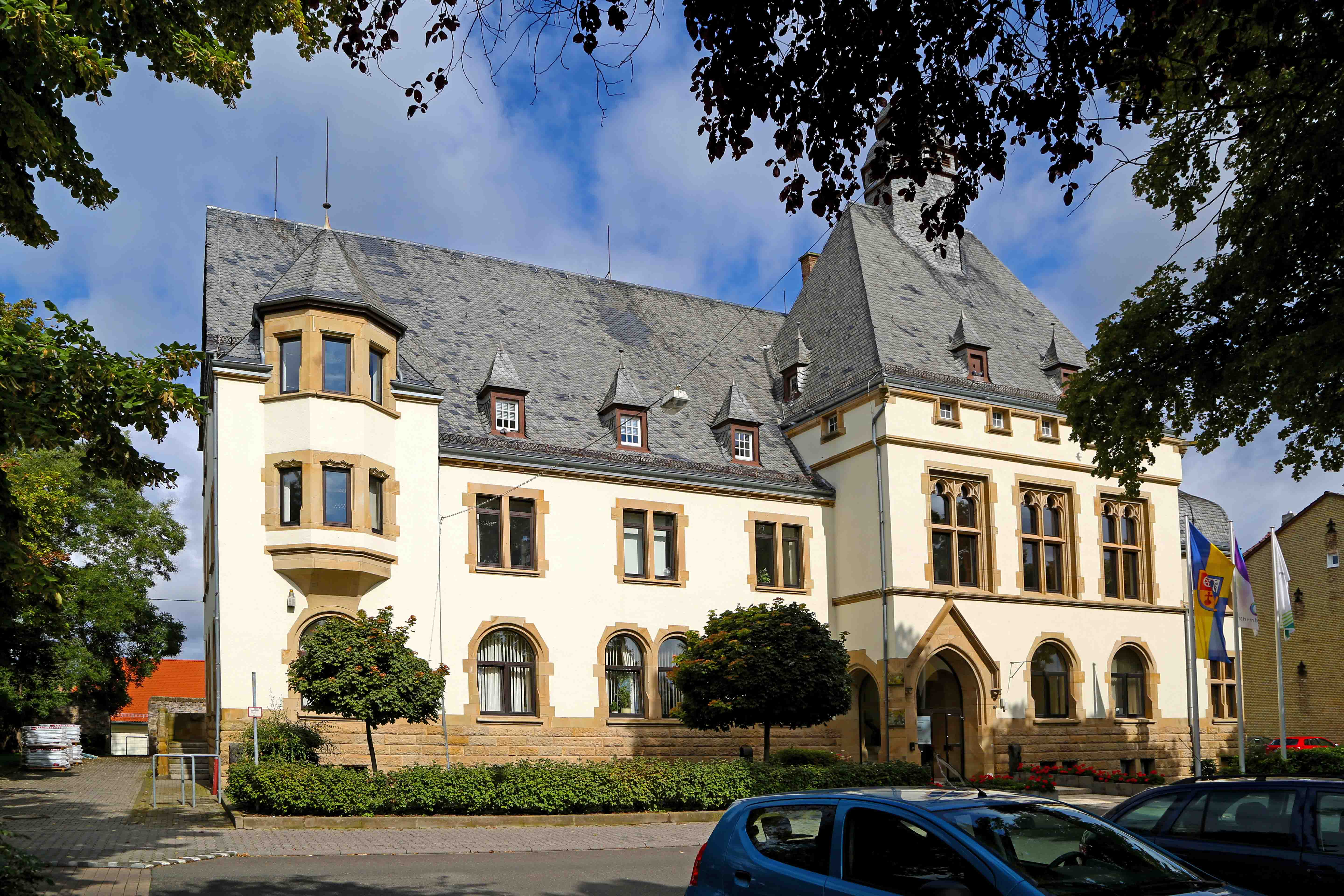
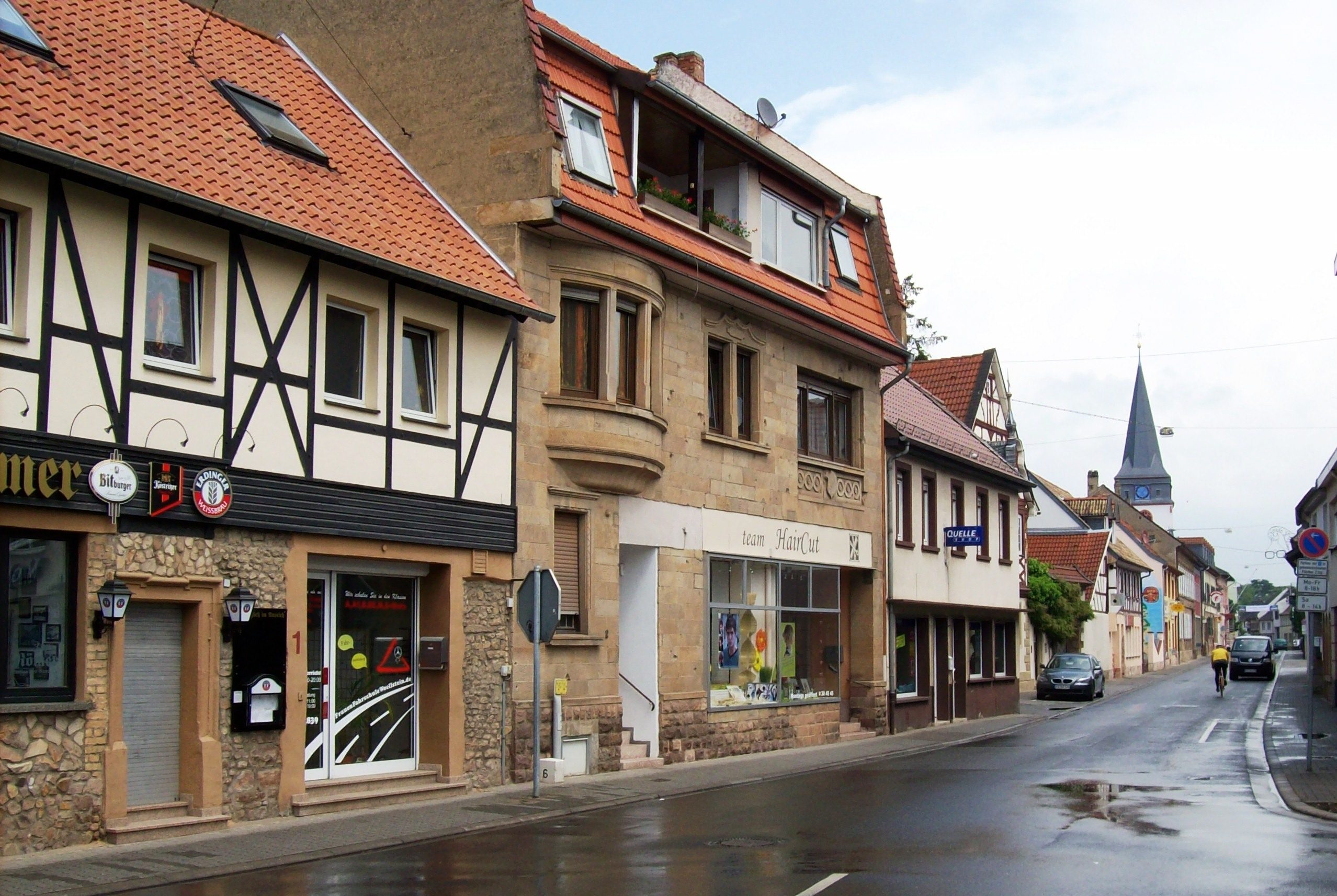
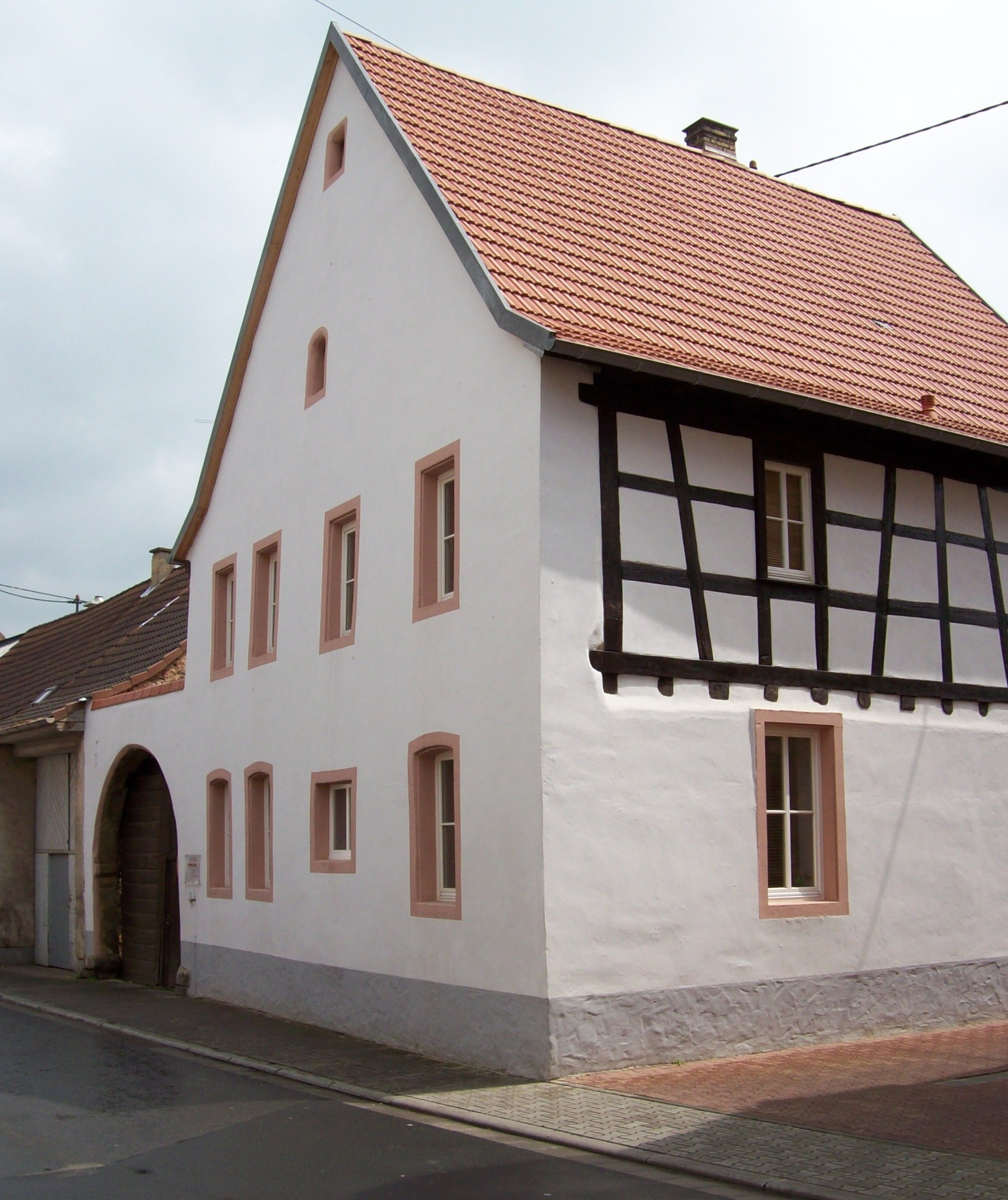